# Jens Wilken Hornemann
Jens Wilken Hornemann est un médecin et un botaniste danois, né en 1770 à Marstal et mort en 1841.
Il étudie la médecine à Copenhague. Il assiste aux conférences du naturaliste Martin Hendriksen Vahl (1749-1805) que celui-ci donne dans la Société d’histoire naturelle Naturhistorieselskabet. Hornemann voyage en Allemagne, en France et en Grande-Bretagne.
En 1801, il donne des conférences de botanique au sein du jardin botanique de Copenhague. Il dirige la publication de Flora Danica de 1805 à 1841. Son fils est le docteur  Emil Hornemann (1810-1890).

## Œuvres
Hornemann est notamment l'auteur de :
- Forsøg til en dansk oekonomisk Plantelaere (S. Popp, Copenhague, 1796, réédité en 1806 et 1821).
- Il fait paraître le deuxième volume d’Enumeratio plantarum... (1805) de M. H. Vahl.
- Icones plantarum sponte nascentium in regnis Daniae et Norvegiae et in ducatibus Slesvici et Holsatiae, ad illustrandum opus... (six volumes, E. A. H. Mölleri, 1810-1840).
- Hortus regius botanicus hafniensis... (trois volumes, E. A. H. Mölleri, 1813-1819).